# کالینووو-چوسنووو
کالینووو-چوسنووو (به لهستانی:  Kalinowo-Czosnowo) یک روستا در لهستان است که در گمینا وسوکیه مازوویتسکیه واقع شده‌است. کالینووو-چوسنووو  ۱۱۰ نفر جمعیت دارد.